# Бииктюбе

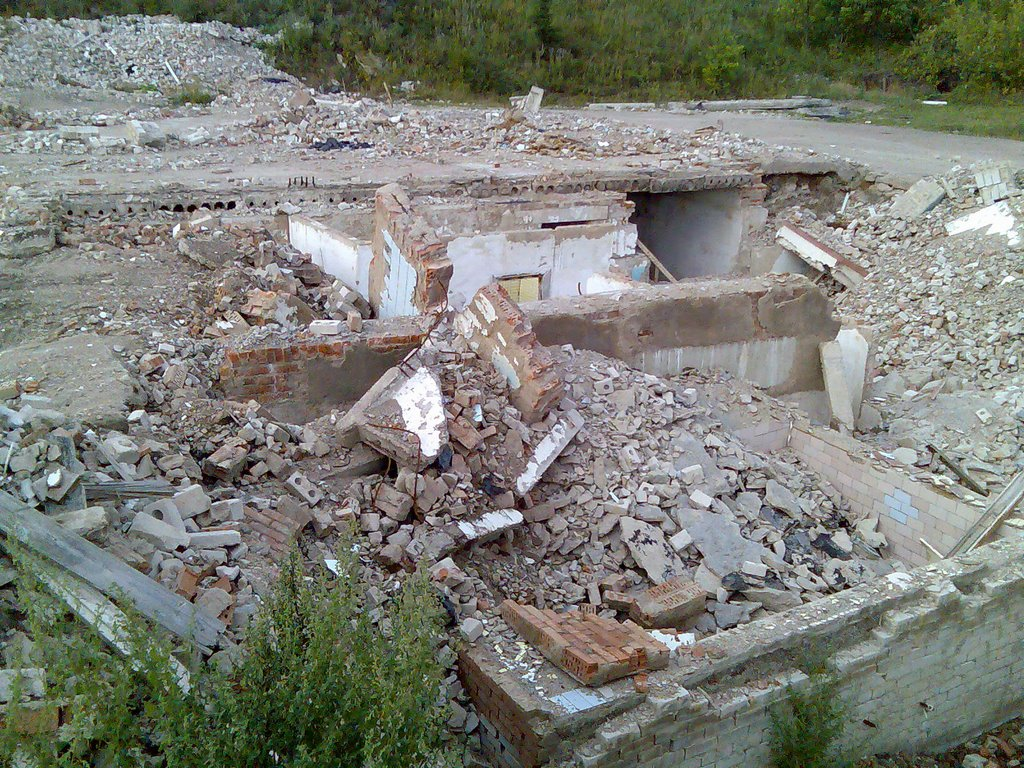
Руины военного лагеря

Бииктюбе (баш. Бейек түбә — высокий холм) — гора в Ишимбайском районе возле Верхнеарметово. От села по горе идет местная дорога в Нижний Ташбукан Гафурийского района. У восточного подножья Бииктюбе протекает река Большая Арметка. С противоположной западной стороны горы течёт Малая Арметка. На вершине — геодезический знак.
Проходят дороги местного значения.

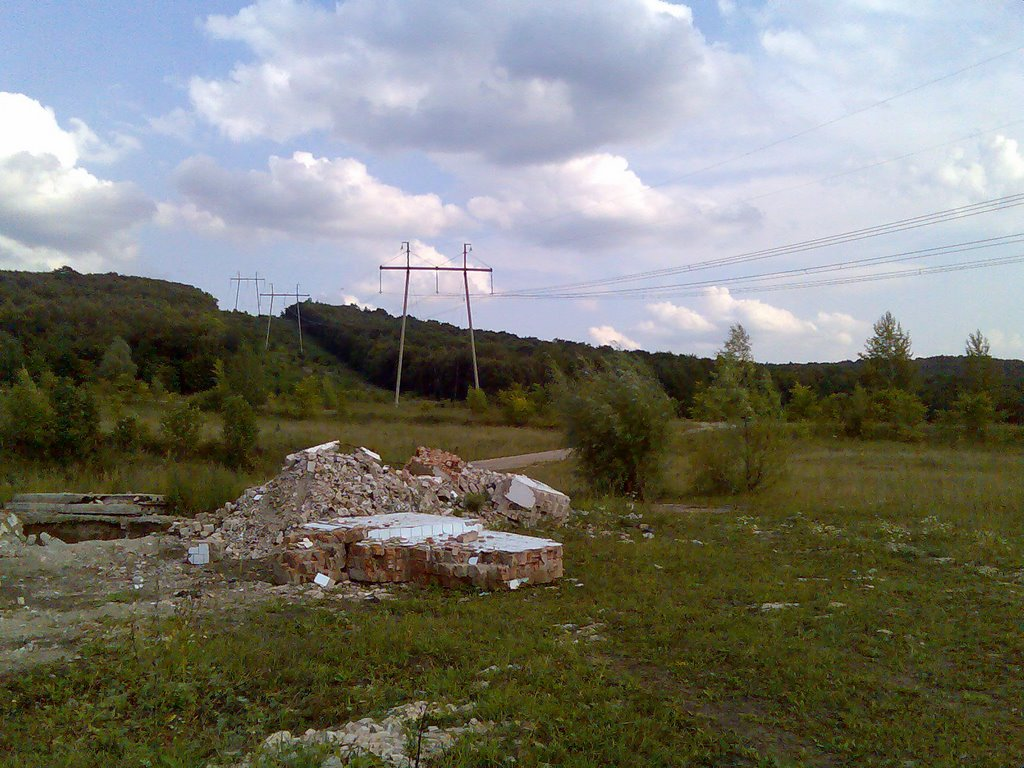

Между восточным склоном Бииктюбе и западным склоном малой вершины с упраздненным н.п. Багряшево, в Ишимбайском и Гафурийском районах, существовал военный полигон для испытания Мста-С.